# 漢氏細負鼠
漢氏細負鼠（Marmosops handleyi）是負鼠科下的一個品種，為哥倫比亞的原生種。
因棲息地的破壞，漢氏細負鼠被歸類為IUCN紅色名錄的極危物種。